# Omaspides clatrata
Omaspides clatrata is een keversoort uit de familie bladkevers (Chrysomelidae). De wetenschappelijke naam van de soort werd in 1758 als Cassida clatrata gepubliceerd door Carl Linnaeus.